# Alexej Viktorovič Ivanov
Alexej Viktorovič Ivanov (* 23. listopadu 1969, Gorkij, nyní Nižnij Novgorod) je ruský spisovatel.

## Život
Alexej Viktorovič Ivanov se narodil v rodině stavitelů lodí. V roce 1971 se rodina přestěhovala do Permu, kde Alexej Viktorovič Ivanov vyrostl. V roce 1987 začal studovat Uralskou státní univerzitu jako student žurnalistiky. V roce 1990 zanechal studia žurnalistiky a vrátil se ke studiu umění a kulturologie, kde získal v roce 1996 titul.

Jeho první publikací byl fantastický příběh "Lov na velkého medvěda", který vyšel v časopise Uralskij sledopyt v roce 1990. Po návratu do Permu pracoval jako strážný, učitel, univerzitní učitel a průvodce; druhé zaměstnání ho přivedlo ke studiu místních dějin, které později zkoumal ve svých textech. Poprvé se stal známým díky románu "Srdce parmy" v roce 2003.
V roce 2003 získal cenu Mamina-Sibirjaka; ceny Eureka, Start a Bažovovu cenu v roce 2004 a Cenu knihy roku a Cenu Portálu v roce 2006. Byl třikrát nominován na národní cenu za bestseller.
V roce 2010 byl Ivanov označen jako „neúprosný kritik týmu …z Moskvy“, který v Permu vedl „kulturní revoluci shora dolů“.

### Díla
| Rok  | Přepis                                  | Rusky                                   | Česky                               |
| ---- | --------------------------------------- | --------------------------------------- | ----------------------------------- |
| 1992 | Obščaga-na-Krovi                        | Общага-на-Крови                         |                                     |
| 2003 | Serdce parmy, ili Čerdyň - knjagina gor | Сердце Пармы, или Чердынь - княгиня гор | Srdce parmy aneb Čerdyň, kněžna hor |
| 2003 | Geograf globus propil                   | Географ глобус пропил                   | Geograf propil globus               |
| 2005 | Zoloto bunta, ili Vniz po reke tesnin   | Zoлото бунта или Вниз по реке теснин    | Zlato vzpoury                       |
| 2007 | Bluda i MUDO                            | Блуда и МУДО                            |                                     |
| 2009 | Letoisčislenije ot Ioanna               | Летоисчисление от Иоанна                | Letopočet podle Jana                |
| 2011 | Psoglavcy                               | Псоглавцы                               | Psohlavci                           |
| 2012 | Soobščestvo                             | Cообщество                              | Společenství                        |